# Abbaye Notre-Dame de Brialmont
Pour les articles homonymes, voir Abbaye Notre-Dame et Brialmont.
 (mai 2016).
Si vous disposez d'ouvrages ou d'articles de référence ou si vous connaissez des sites web de qualité traitant du thème abordé ici, merci de compléter l'article en donnant les références utiles à sa vérifiabilité et en les liant à la section « Notes et références ».
L'abbaye Notre-Dame de Brialmont est un monastère fondé en 1934 en tant que prieuré de femmes à Sorée, en Belgique, dans la province de Namur. En 1940, le prieuré accède à l'affiliation cistercienne, puis, à la suite d'un déménagement à Tilff, dans la province de Liège, en 1961, il est élevé au rang d'abbaye, qui devient trappistines en 1975.

## Situation géographique
L’abbaye Notre-Dame de Brialmont est un monastère de moniales trappistines situé, à sa fondation, dans la section Sorée de la commune de Gesves, dans la province de Namur, en Belgique. L’abbaye se trouve aujourd’hui dans la section Tilff de la commune d'Esneux, à une quinzaine de kilomètres au sud de la ville de Liège, dans la Province de Liège.

## Histoire
En réponse aux appels à la pénitence et à la prière de réparation faits par le pape Pie XI en 1928 (Miserentissimus Redemptor), et Caritate Christi compulsi (sur la dévotion au Sacré-Cœur) en 1932, un groupe de jeunes filles du diocèse de Namur se rassemble pour former une « association pieuse » sous la direction du refondateur et premier abbé de la nouvelle abbaye Notre-Dame d'Orval, Albert-Marie van der Cruyssen. En 1931, les statuts de l’association sont approuvés par Mgr Heylen, évêque de Namur.
Cinq jeunes filles forment communauté à partir du 30 janvier 1934 et s'installent dans une maison qui leur est offerte à Sorée, un village de la commune de Gesves, dans la province de Namur (Belgique). C'est le premier prieuré des moniales. Le 16 juillet, elles obtiennent une première approbation et choisissent de s'appeler Congrégation des Bernardines-Réparatrices.
En juin 1936, le premier texte de leurs « Constitutions » est approuvé, suivi, le mois suivant, d'une part de l'approbation canonique diocésaine (le « décret d'érection »), et d'autre part de la cérémonie de vœux temporaires des quatre premières religieuses. Un second prieuré est ouvert à Saint-Gérard.
À partir de 1939, elles suivent le calendrier, le missel et l'office des moines cisterciens. Leurs Constitutions sont définitivement approuvées en 1940, ayant été modifiées de telle sorte qu'elles soient acceptables par le chapitre général cistercien : elles suivent les us et coutumes de l'ordre de Cîteaux.
En 1941, Julienne Angenot est élue abbesse (elle sera réélue en 1947 et 1953). Le 2 février, un premier groupe de sept bernardines font leur profession religieuse définitive. En 1959, Alix Streicher est élue abbesse.
En août 1961, le prieuré de Sorée est transféré dans un ancien château situé à 15 kilomètres au sud de la ville de Liège, sur un éperon rocheux surplombant le village de Tilff et l'Ourthe, offert aux religieuses par la famille d'Otreppe de Bouvette en 1956. Fondé au XIIIe siècle par Eustache de Hamal, ce château est passé au XIVe siècle à la famille de Brialmont. Modifié en profondeur au fil des siècles il devient successivement la propriété de plusieurs familles mais conserve le nom de château de Brialmont jusqu'à sa transformation en abbaye. Après des réaménagements nécessités par les besoins de la vie monastique, le château devient l'abbaye Notre-Dame de Brialmont.
En 1975, à sa demande, l'abbaye de Brialmont (et la Congrégation des Bernardines Réparatrices) est affiliée à l'Ordre trappiste. Cette décision est prise au chapitre général des abbesses cisterciennes, le 19 septembre 1975. Le 24 février 1976, une trentaine de religieuses font leurs vœux solennels comme cisterciennes-trappistines. La même année, en décembre, le petit groupe restant du prieuré de Saint-Gérard rejoint l’abbaye de Brialmont.
Une nouvelle église abbatiale est consacrée le 21 mars 1981.
En 1985, à l'occasion de sa visite en Belgique, le pape Jean-Paul II y fait une visite privée,.

## AuXXIesiècle
Comme les autres moines et moniales cisterciens, les moniales de Brialmont suivent la règle de saint Benoît et donnent donc une place importante à l'office divin, à la lectio divina, au travail manuel et à l'accueil.
- La communauté comprend en 2023 dix moniales[4] et plus que six en janvier 2025;
- Elle se rassemble cinq fois à l'église pour chanter l'office divin[5]. Certaines parties de l'office sont récitées en privé ;
- Une quinzaine de chambres permet d'accueillir les personnes qui souhaitent se joindre à leur prière ou, d'une manière générale, faire une retraite spirituelle[5] ;
- Travaillant de leurs mains, les moniales entretiennent un verger, qui permet la récolte de fruits en saison et la confection de nombreuses confitures vendues au magasin de l’abbaye ; elles ont développé une champignonnière[3]. L'abbaye possède également une libraire spécialisée en livres religieux.